# Yūgo Ichiyanagi
Yūgo Ichiyanagi (japanisch 一柳 夢吾 Ichiyanagi Yūgo; * 2. April 1985 in der Präfektur Tokio) ist ein japanischer Fußballspieler.

## Karriere
Ichiyanagi erlernte das Fußballspielen in der Jugendmannschaft von Tokyo Verdy. Seinen ersten Profivertrag unterschrieb er 2003 bei diesem Verein, der zu diesem Zeitpunkt in der höchsten Liga des Landes, der J1 League, spielte. Dort kam er in sechs Erstligaspielen zum Einsatz. Im Jahr 2005 wurde er an den Zweitligisten Sagan Tosu ausgeliehen, wo er 15 Ligaspiele bestritt. 2006 kehrte er zu Tokyo Verdy, einem Ligakonkurrenten, zurück und absolvierte dort 21 Ligaspiele.
2008 wechselte Ichiyanagi zum Ligakonkurrenten Vegalta Sendai. In seiner Zeit bei Sendai, insbesondere im Jahr 2009, hatte er einen wesentlichen Anteil daran, dass der Verein Meister der J2 League wurde und in die J1 League aufstieg. Während seiner Zeit bei Vegalta Sendai bestritt er 42 Ligaspiele.
2011 erfolgte ein weiterer Wechsel, diesmal zum Zweitligisten Fagiano Okayama. Hier absolvierte Ichiyanagi 32 Ligaspiele. Im August 2012 wechselte er zum Ligakonkurrenten Matsumoto Yamaga FC. Seine Karriere führte ihn anschließend zu verschiedenen Vereinen: FC Ryukyu, Sukhothai FC, Phichit FC, Thespakusatsu Gunma und zuletzt zum Taichung Futuro FC.

## Erfolge
Tokyo Verdy
- Kaiserpokal: 2004